# Плотниково (Новосибірський раон)
Плотниково (рос. Плотниково) — село у Новосибірському районі Новосибірської області Російської Федерації.
Входить до складу муніципального утворення Плотниковська сільрада. Населення становить 1725 осіб (2010).

## Історія
Згідно із законом від 2 червня 2004 року органом місцевого самоврядування є Плотниковська сільрада.

## Населення
| 2002 | 2007  | 2010  |
| ---- | ----- | ----- |
| 2003 | ↘1926 | ↘1725 |